# Tomas Dimša
Tomas Dimša (nacido el 2 de febrero de 1994 en Kaunas, Lituania) es un jugador profesional lituano de baloncesto, que actualmente juega para el Casademont Zaragoza de la Liga Endesa, cedido por el Žalgiris Kaunas.

## Profesional
Antes de iniciar su carrera profesional, Dimša jugó en la NKL con la escuela Žalgiris-Arvydas Sabonis durante cuatro temporadas. Ganó medallas de bronce durante su dos últimas temporadas con el equipo de la escuela Sabonis.
El 15 de mayo de 2013, Dimša fue incorporado al primer equipo del Žalgiris para un partido contra Nizhny Novgorod en la liga VTB United League. 
Debutó como profesional en el Žalgiris Kaunas, pero pronto tuvo que hacer las maletas para hacer carrera. Formaría parte del Skyliners Frankfurt alemán, del Krepšinio klubas Prienai, Pallacanestro Varese y Utenos Juventus. 
En el verano de 2019 firma por Lietkabelis, en el que promedia 14,1 puntos, 3,6 asistencias y 2,7 rebotes, siendo uno de los mejores jugadores nacionales de la competición. 
En julio de 2020, regresa al Žalgiris Kaunas de la LKL, club en el que se formó como jugador en el que llegó a debutar con el equipo antes de salir cedido rumbo a España.
El 29 de septiembre de 2020, el jugador firma por el CB Gran Canaria de la Liga Endesa, en calidad de cedido por el Žalgiris Kaunas hasta el final de temporada. Juega sobre todo en la posición de escolta.
El 28 de julio de 2021, firma por el De' Longhi Treviso de la Lega Basket Serie A.
El 17 de febrero de 2025, firma por el Casademont Zaragoza de la Liga Endesa, cedido por el Žalgiris Kaunas hasta el final de la temporada.

## Estadísticas de la Euroliga
| Año     | Equipo   | PJ | PT | MPP  | %TC  | %3P  | %TL  | RPP | APP | ROB | TPP | PPP | VAL  |
| ------- | -------- | -- | -- | ---- | ---- | ---- | ---- | --- | --- | --- | --- | --- | ---- |
| 2013–14 | Žalgiris | 15 | 3  | 15.3 | .396 | .409 | .727 | 1.6 | .6  | .2  | .1  | 3.7 | 2.0  |
| 2014–15 | Žalgiris | 10 | 0  | 6.7  | .292 | .000 | .000 | .9  | .7  | .2  | —   | 1.4 | -0.4 |
| 2022–23 | Žalgiris | 36 | 7  | 15.8 | .383 | .342 | .722 | 1.1 | .9  | .5  | .1  | 5.9 | 3.1  |
| 2023–24 | Žalgiris | 33 | 4  | 17.8 | .420 | .381 | .682 | 1.5 | 1.7 | .4  | .1  | 6.4 | 4.3  |
| Career  | Career   | 94 | 14 | 15.5 | .395 | .360 | .690 | 1.3 | 1.1 | .4  | .1  | 5.2 | 3.0  |

## Selección nacional
Dimša representó a Lituania en los torneos juveniles Sub-16 y el Sub-19. Llevó a su equipo a ganar la medalla de plata y una medalla de bronce durante su participación en dos torneos. En 2014, el entrenador Jonas Kazlauskas incluyó a Dimša en la lista preliminar de 24 jugadores para la principal Selección nacional de baloncesto de Lituania.
Durante agosto y septiembre de 2023 fue integrante de la selección de Lituania que participó en el Mundial de 2023 celebrado en Asia, y que finalizó en sexto lugar.